# Dachówka marsylska
Dachówka marsylska (marsylka) – ceramiczna dachówka tłoczona, która ma zakładki ze wszystkich stron. Dachówki te, z uwagi na szczelne połączenie zakładkami wymagają niewielkiego zakładu rzędu na rząd (tylko 4 – 6,5 cm).